# Escudo Zielonego Przylądka

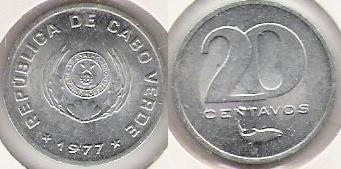
20 centavos z 1977 roku

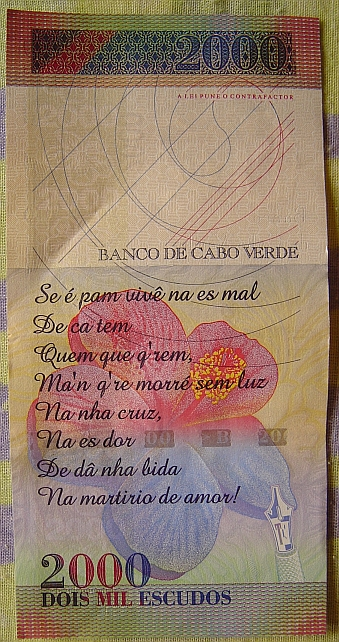
2000 escudo

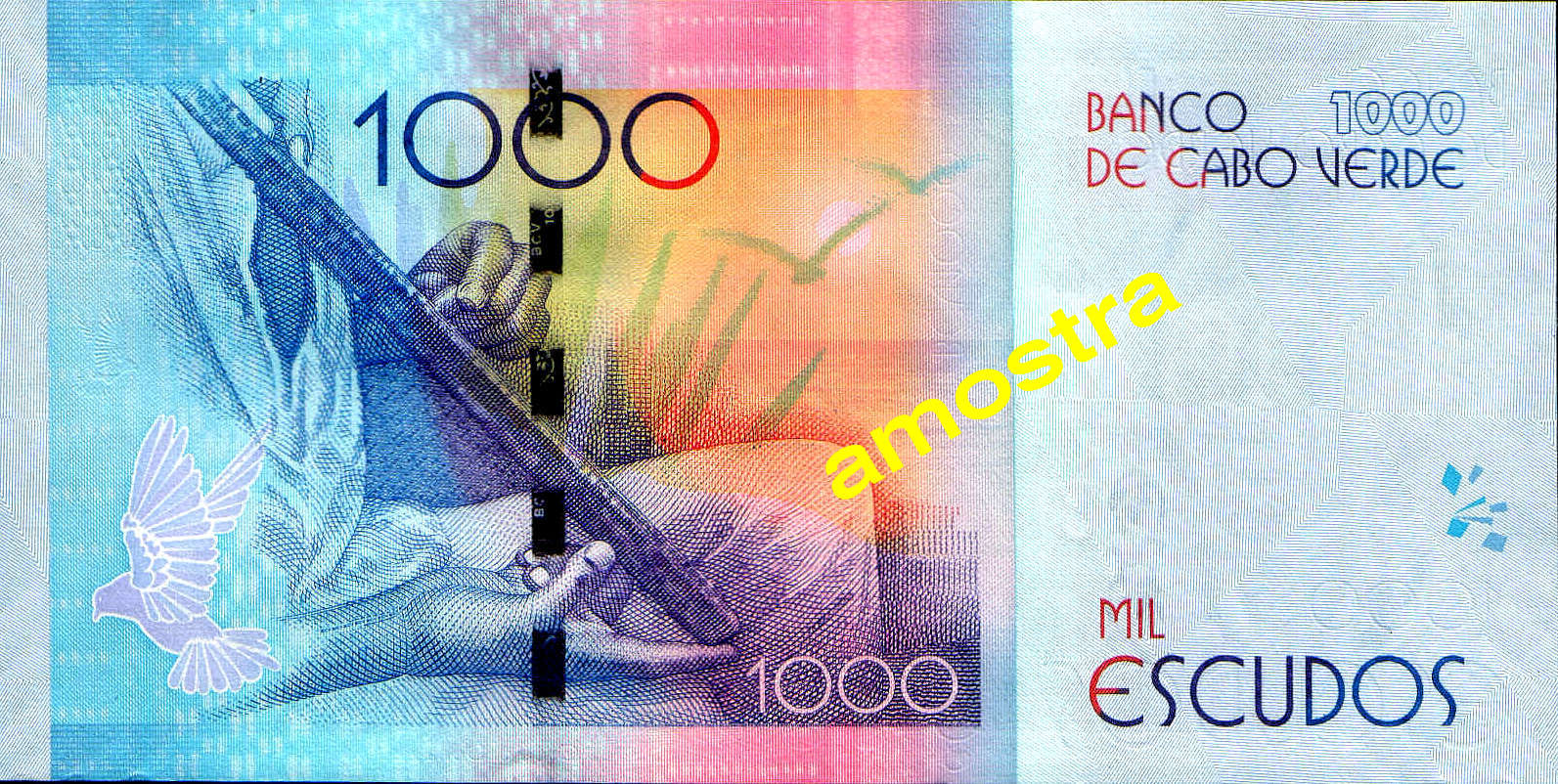
2014: new 1.000 CVE bank note with Codé di Dona (back)

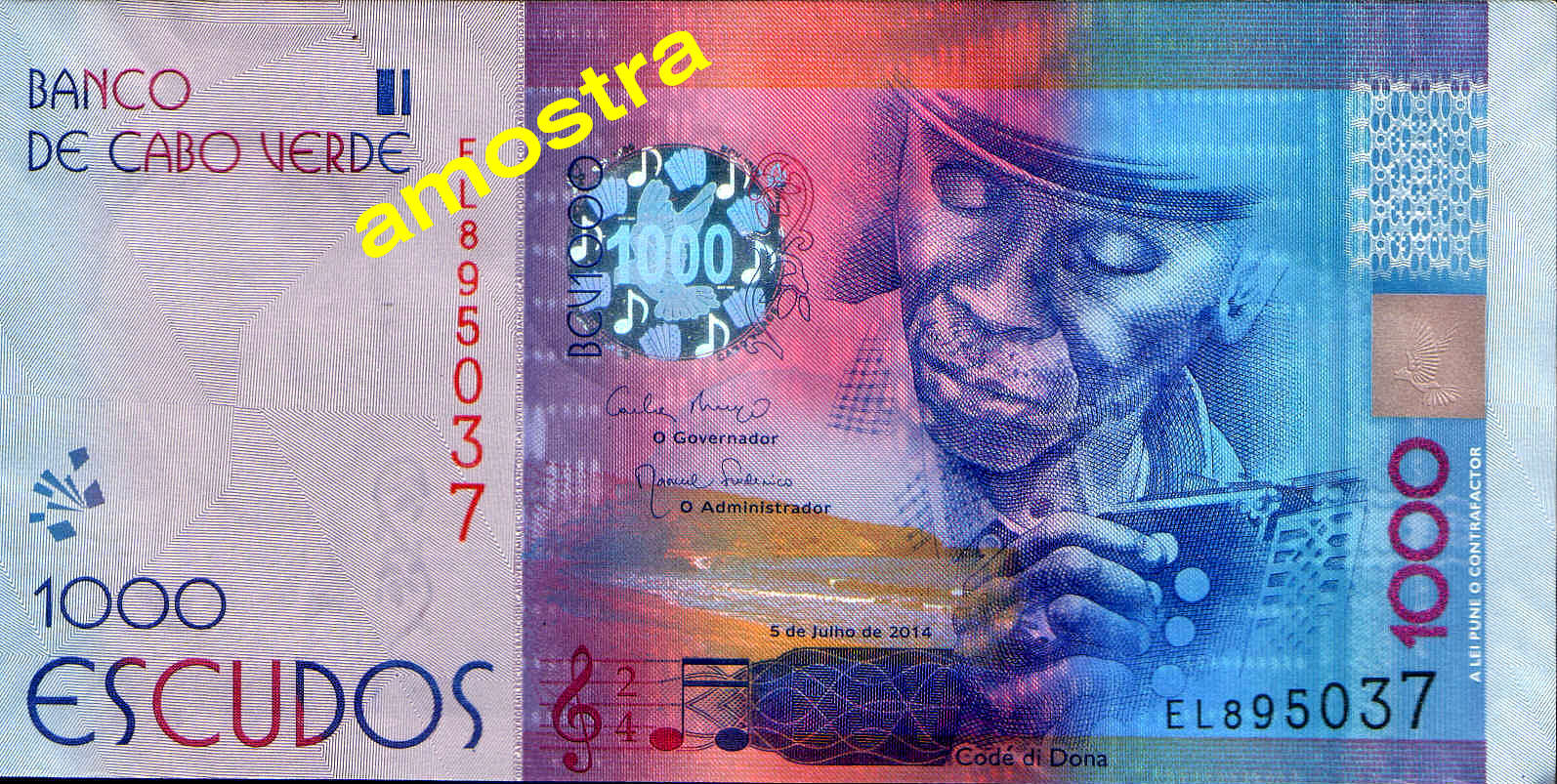
2014: new 1.000 CVE bank note with Codé di Dona (front)

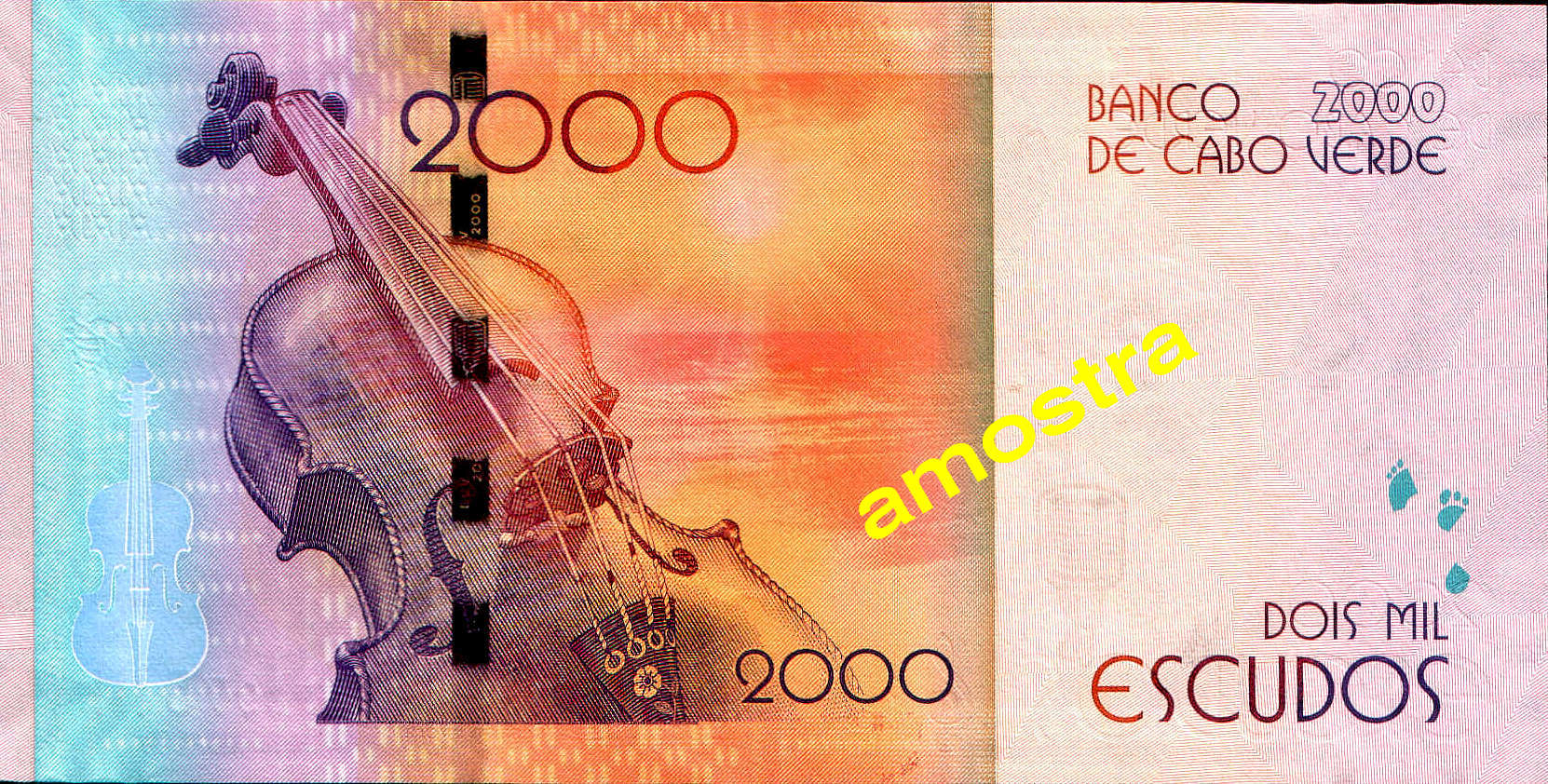
2014: new 2.000 CVE bank note with Cesária Évora (back)

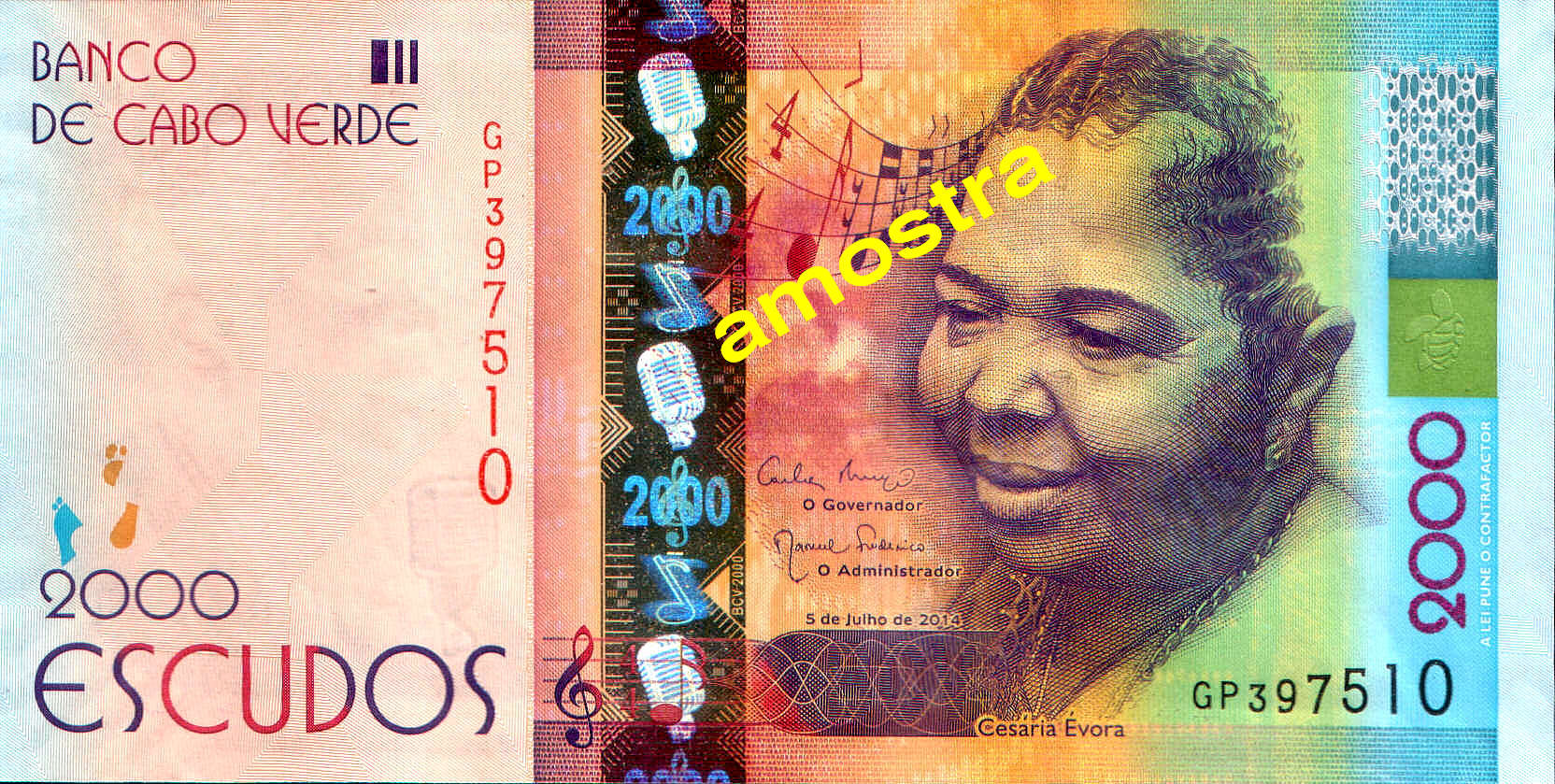
2014: new 2.000 CVE bank note with Cesária Évora (front)

Escudo Zielonego Przylądka – nazwa jednostki monetarnej Republiki Zielonego Przylądka.
Escudo to także była jednostka monetarna m.in.:
- Hiszpanii (złote escudo od 1566 do 1833 i srebrne escudo w latach 1864–1869, zastąpiona przez pesetę);
- Portugalii (1911–2002, kod PTE, zastąpiona przez euro);
- Chile (1960–1975, zastąpiona przez peso);
- Mozambiku (1914–1980, zastąpiona przez metical);
- Zjednoczonych Prowincji Ameryki Środkowej

Escudo to po portugalsku „Tarcza”. W Republice Zielonego Przylądka, tak jak w dawnej metropolii – Portugalii – 1 escudo dzieli się na 100 centavos, a symbolem używanym do oznaczenia tej waluty jest podobny do znaku dolara znak cifrão – {\displaystyle \mathrm {S} \!\!\!\Vert .}